# Wei Huacun
Cette page contient des caractères spéciaux ou non latins. S’ils s’affichent mal (▯, ?, etc.), consultez la page d’aide Unicode.
Wei Huacun 魏華存 （ 252 - 334）, nom social Xian’an (1), titres divins Originelle du Vide pourpre (2) et Dame du Mont austral (3), est une taoïste de la dynastie Jin considérée par l’école Shangqing ou Pureté suprême (4) comme matriarche fondatrice car elle fut la première à revendiquer la transmission par des immortels des textes qui composeront le canon de l’école. Son culte populaire  s’est maintenu aux alentours du mont Yangluo (5) au Henan, son principal lieu d’activité, où elle est connue sous le nom de Vieille dame aux deux immortels (6). Son anniversaire divin est le 3 du troisième mois lunaire. 
(1) 賢安 (2) 紫虛元君 (3) 南岳魏夫人 (4) 上清 (5) 陽洛 (6) 二仙奶奶

## Biographie
Originaire de Rencheng (1), actuelle Jining (2) au Shandong, elle était la fille d’un ministre d’État, Wei Shu (3). Elle commença très jeune à lire le Dao de jing et le Zhuangzi et à pratiquer les techniques de longue vie. Ses parents insistant pour qu’elle se marie, elle épousa à 24 ans Liu Wen (4), nom social Youyan (5) qu’elle suivit dans son nouveau poste à Xiuwu (6) près du mont Yangluo au Henan. Elle continua à rassembler des textes taoïstes. Lorsque ses deux fils, Liu Pu (7) et Liu Xia (8) sortirent de l’enfance, elle reprit sa vie d’ascète taoïste, probablement au domicile familial bien que la tradition la fasse vivre en ermite sur le mont Yangluo. L’école Zhengyi prétend qu’elle occupa aussi une fonction d'officiante des libations (9) dans le mouvement des Maîtres célestes, ce qui est très possible vu le succès de ce courant à l’époque. 
En 288, elle prétendit avoir reçu la visite des immortels Wang Bao (10), poète et taoïste de la dynastie Han et Jinglin Zhenren (11), personnalité obscure, tous deux réputés avoir été ermites sur le mont Yangluo. Ils lui confièrent les textes qui serviront de base au canon de l’école Shangqing : 31 fascicules dont le Véritable canon de la grande grotte (12) remis par Wang Bao et le Livre ésotérique de la cour jaune (13) remis par Jinglin Zhenren. Elle aurait également reçu la Méthode pour contrôler le principe vital et tenir en respect les esprits dangereux (14) d’un patriarche des Cinq boisseaux. 
Aux alentours de 318, juste après la mort de son mari, le Henan est menacé par la rébellion qui accompagne l’attaque des Xiongnu. Les annales locales nous apprennent qu’elle se met en route avec ses fils vers le Sud. Ils s’arrêtent en chemin lorsque le préfet de Yizhou demande au cadet de prendre la tête d’une armée de résistance aux rebelles. Peu après, à la chute des Jin Orientaux, les fils rejoignent la cour des Jin Occidentaux près de Nankin. Wei Huacun se serait rendue pour sa part dans les monts Heng, encore appelé Mont sacré du Sud (Hunan), pour y poursuivre sa vie d’ermite, d’où son titre de Dame du Mont austral. Elle y serait morte à plus de 80 ans. Selon la tradition taoïste elle se transforma en immortelle. On montre encore dans les monts Heng le rocher d’où elle se serait envolée.
(1) 任城 (2) 濟寧 (3) 魏舒 (4) 劉文 (5) 幼顏 (6) 修武 (7) 劉璞 (8) 劉瑕 (9) 祭酒 (10) 王褒 (11) 景林.真人 (12) 大洞真經 (13) 黃庭內景經 (14) 治精制鬼法

## Matriarche de Shangqing
Les textes que Wei Huacun prétendait avoir reçu des anciens taoïstes du mont Yangluo, qu’elle laissa selon certaines biographies à ses fils, réapparurent quelque trente ans après sa mort sur le mont Leiping (1) où Xu Mi (2), issu des classes aisés et ancien officier de l’armée de résistance aux rebelles tout comme Liu Xia et Ge Hong, avait ouvert un lieu de culte et de divination. Son medium principal, Yang Xi (3), prétendit en 364 que la Dame du Mont austral lui serait apparue pour les lui dicter. L’école de Yang Xi et Xu Mi, basée sur les textes autant que sur les pratiques d’alchimie et de gymnastique, connaitra un grand succès, particulièrement auprès des classes éduquées. Tao Hongjing, retiré dans les monts Mao (4) dont le mont Leiping fait partie, s’y joindra et en refondra le canon. Nommée après lui École du mont Mao, elle constituera le courant dominant sous les Tang avant de se joindre à Zhengyi au XIVe siècle. Compte tenu des nombreux remaniements subis par le canon de Shangqing, il est difficile de savoir quelle fut la contribution de Wei Huacun à sa rédaction. 
(1) 雷平山 (2) 許謐 (3) 楊羲 (4) 茅山